# Fénice (desambiguación)
En la mitología griega Fénice o Fenice (en griego Φοινίκη, Phoiníke) es el nombre de varios personajes:
- Fénice, una de las hijas del rey Acteo, epónimo del Ática, y hermana de Herse y Pándroso, según la Suda. Tras la muerte de Fénice su padre Acteo inventó las letras del alfabeto fenicio, y así las denominó, en honor de su hija.[1]
- Fénice, según un escolio, es la madre de Proteo en su unión con Poseidón; era una hija de Fénix, el rey epónimo de Fenicia.[2]

Fénice también puede referirse a:
- Fénice, una ciudad de Epiro y capital de Aonia.
- Fénice de Colofón, un poeta menor, fue autor de varios yambos.